# Овташат
Овташат (арм. Հովտաշատ) — село в Араратской области Армении. Основано в 1831 году.

## География
Село расположено в северо-западной части марза, к западу от реки Раздан, на расстоянии 22 километров к северо-западу от города Арташат, административного центра области. Абсолютная высота — 830 метров над уровнем моря.
Климат
Климат характеризуется как семиаридный (BSk в классификации климатов Кёппена). Среднегодовая температура воздуха составляет 12,5 °C. Средняя температура самого холодного месяца (января) составляет −2,6 °С, самого жаркого месяца (июля) — 26 °С. Расчётная многолетняя норма атмосферных осадков — 291 мм. Наибольшее количество осадков выпадает в мае (49 мм).

## Население
По данным «Сборника сведений о Кавказе» за 1880 год в селе Шорлу-Мехмандар Эриванского уезда по сведениям 1873 года было 160 дворов и проживало 1573 азербайджанцев (указаны как «татары»), которые были шиитами. Также в селе была расположена мечеть.
По данным Кавказского календаря на 1912 год, в селе Шорлу-Мехмандар Эриванского уезда проживало 1466 человек, в основном азербайджанцев, указанных как «татары».
| Год переписи | Население          | Население          | Население          | Население            | Население            | Население            |
| Год переписи | Наличное население | Наличное население | Наличное население | Постоянное население | Постоянное население | Постоянное население |
| Год переписи | Всего              | Мужчины            | Женщины            | Всего                | Мужчины              | Женщины              |
| ------------ | ------------------ | ------------------ | ------------------ | -------------------- | -------------------- | -------------------- |
| 2001         | 3497               | 1707               | 1790               | 3674                 | 1819                 | 1855                 |
| 2011         | 3139               | 1546               | 1593               | 3207                 | 1604                 | 1603                 |